# Järna (Södertälje)
Järna is een plaats in de gemeente Södertälje in het landschap Södermanland en de provincie Stockholms län in Zweden. De plaats heeft 6284 inwoners (2005) en een oppervlakte van 390 hectare.

## Verkeer en vervoer
Bij de plaats lopen de E4 en Riksväg 57.
Het station van Järna aan de westelijke hoofdlijn wordt bediend door het stadsgewestelijk spoorwegnet van Stockholm.

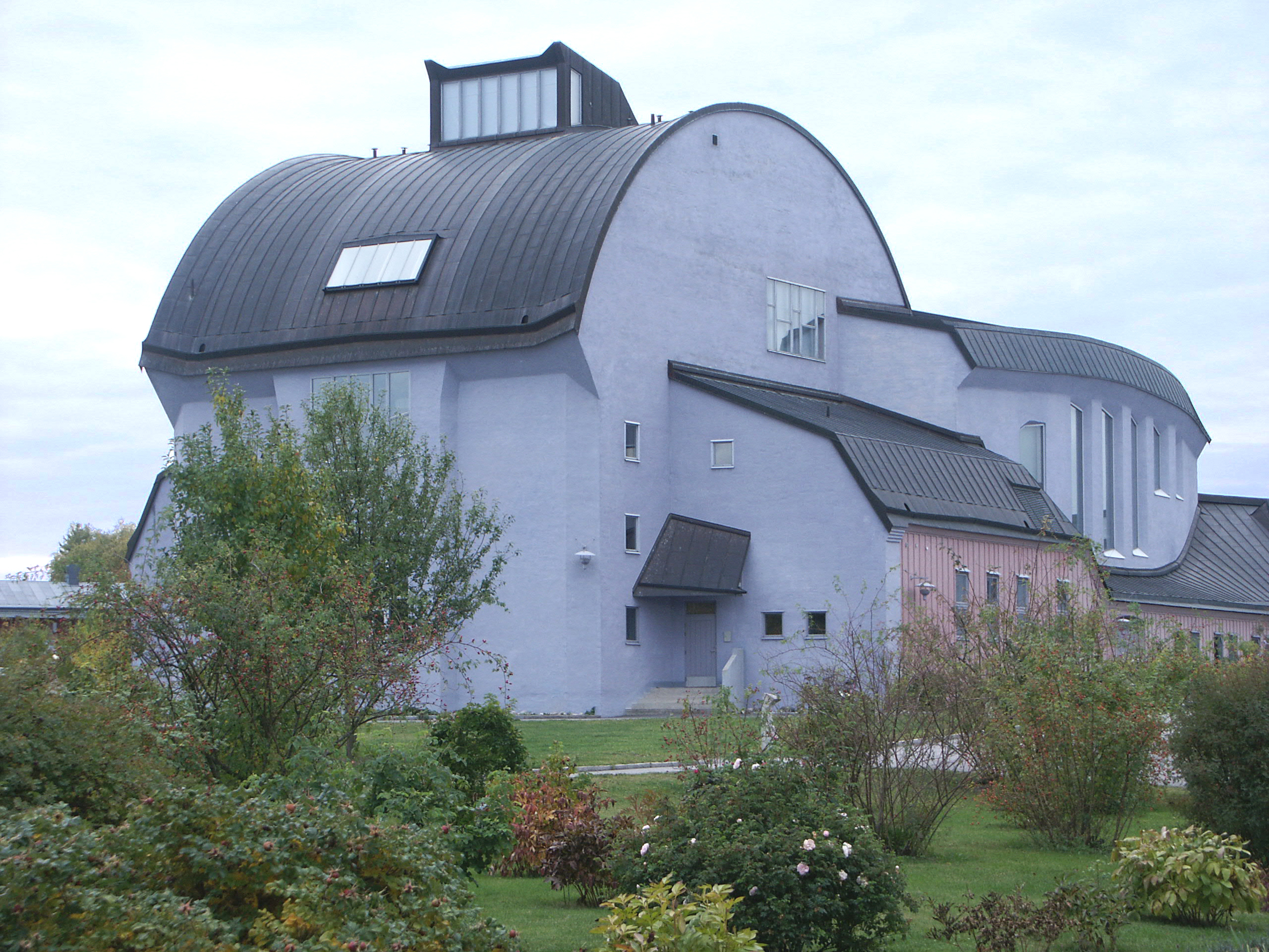
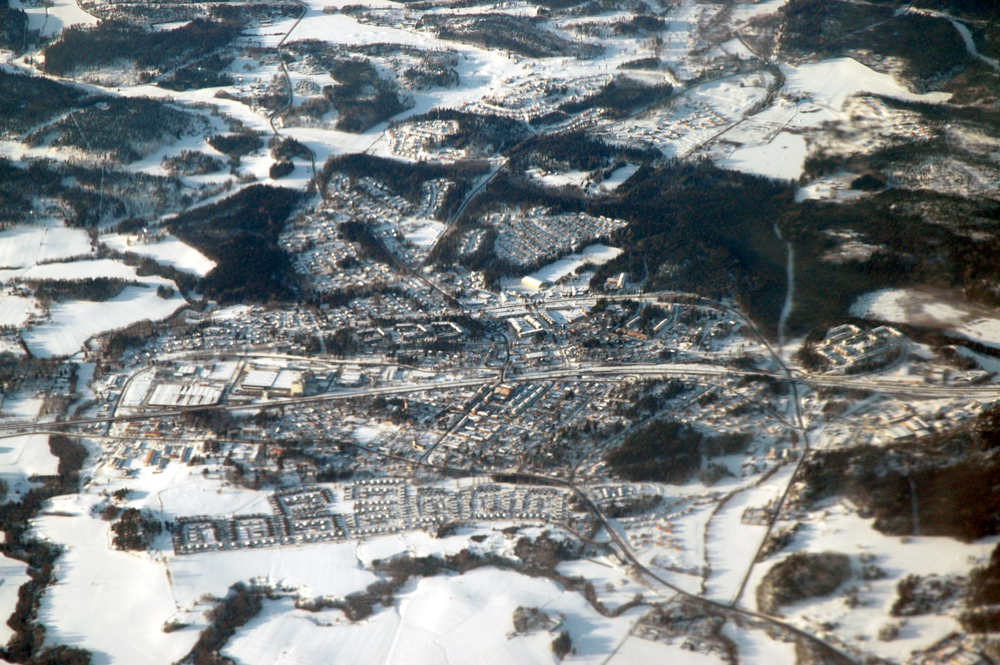
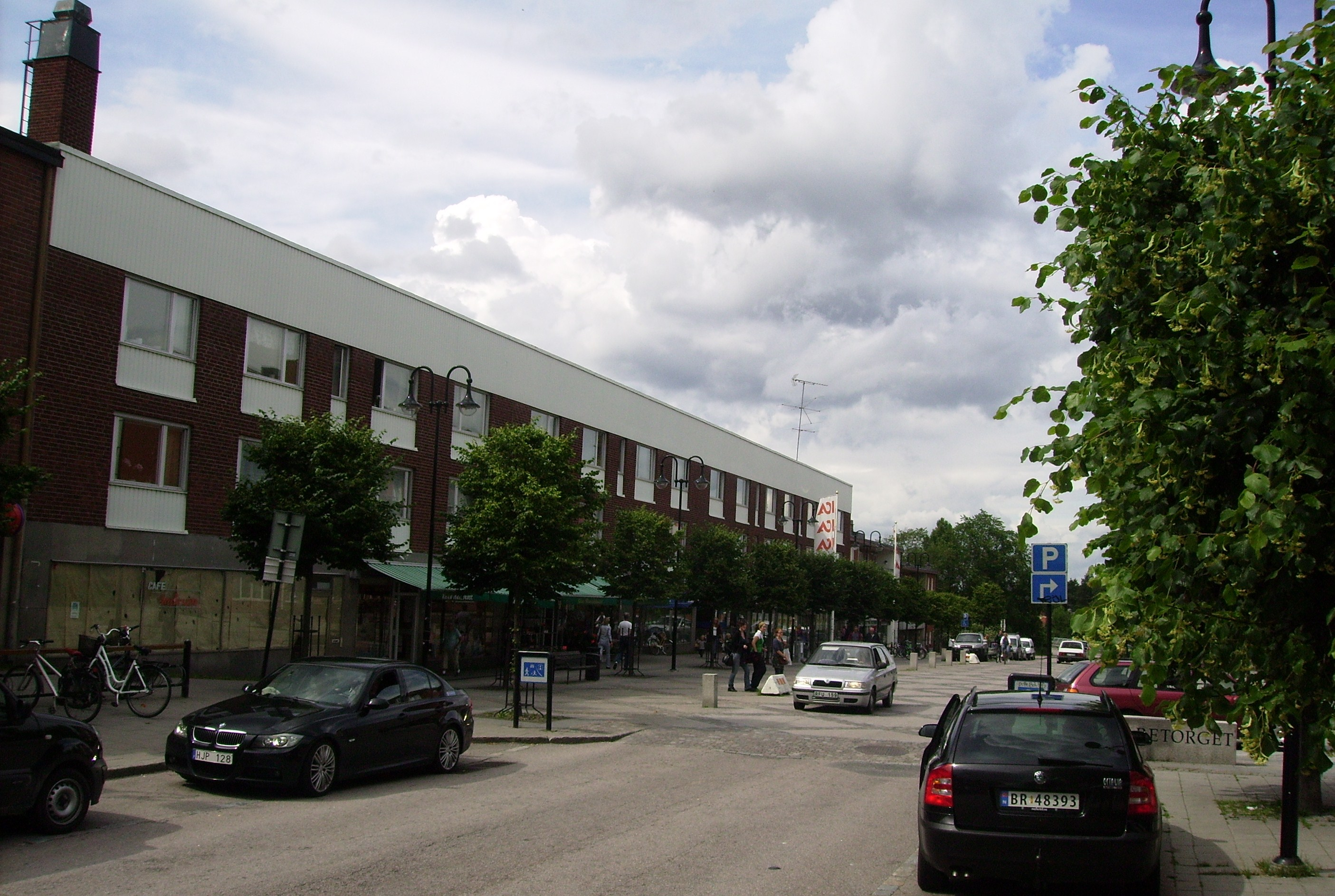
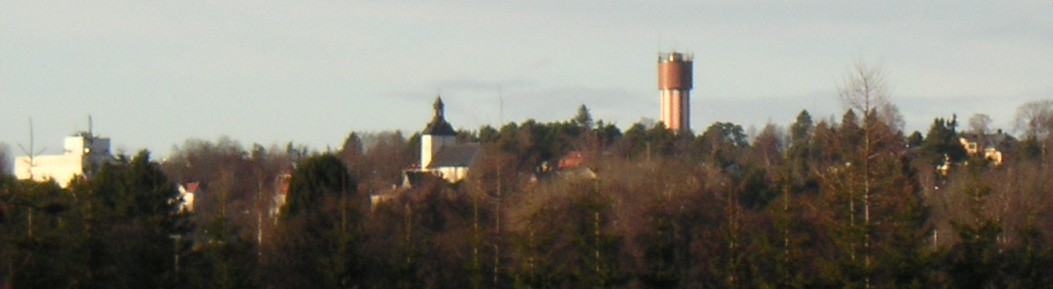